# 無政府原始主義

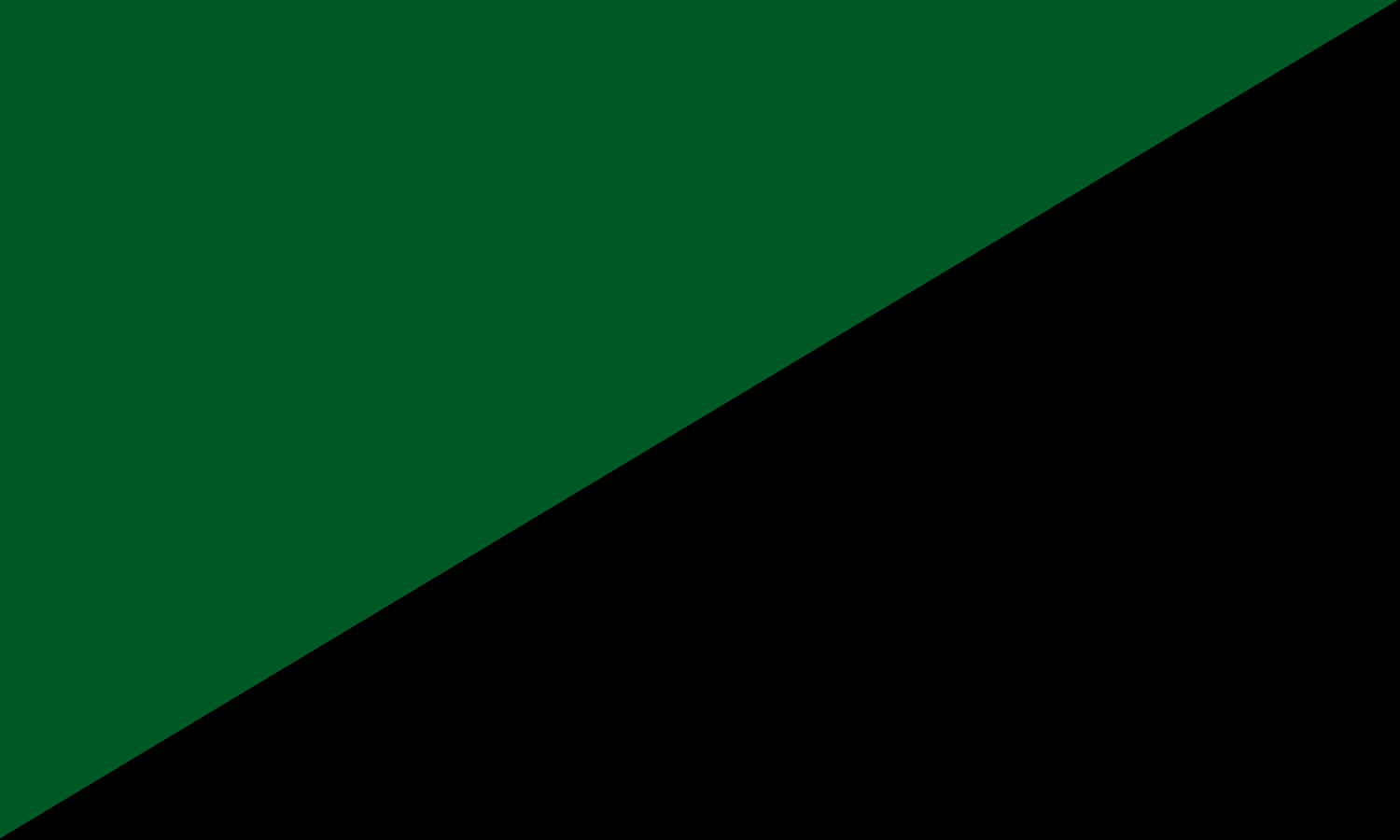
無政府原始主義（アナルコ・プリミティヴィズム）の旗。アナキズムの黒旗に深緑色が組み合わされている。

無政府原始主義（むせいふげんししゅぎ、英: anarcho-primitivism、アナルコ・プリミティヴィズム）、または反文明アナキズム（はんぶんめいアナキズム、英: anti-civilization anarchism）とは、脱工業化・特化と分業の廃止・有史以降に発明されたあらゆるテクノロジーと大規模な組織の放棄、および農耕の廃止を通じて、非文明的な生活様式へ回帰することを提唱するアナキズムの潮流である。無政府原始主義者は、新石器革命の際に狩猟採集社会から農耕社会へと移行したことによって強制・疎外・社会階層が生まれたと主張しており、産業革命と産業社会、およびそれによって達成されたとされる「進歩」と言われているものを批判している。また、文明が社会問題や環境問題の根源であり、言語・テクノロジー・家畜化が「本物の現実」からの疎外を引き起こしているとも考えており、その解決策として文明の廃止と狩猟採集社会への回帰を提唱している。

## 歴史

### 起源
原始主義（英: primitivism、プリミティヴィズム）は、啓蒙思想とフランクフルト学派の批判理論にルーツを持つ。近世初期の哲学者であるジャン＝ジャック・ルソーは、農耕と（人々の）協力が社会的不平等を加速させ、環境破壊を引き起こしたと非難した。ルソーは、著書『人間不平等起源論』（1755年）の中で、自然状態を「原始主義的ユートピア」として描いたが、自然状態への回帰を唱えるには至らなかった。その代わりに彼は、自然と調和し、近代文明の人工的側面を排除した政治制度に作り直すことを求めた。その後、批判理論家のマックス・ホルクハイマーは、環境問題は社会的抑圧に直接起因するものであり、社会的抑圧はすべての価値を労働に帰属させ、その結果として広範な疎外を引き起こすと主張した。

### 発展

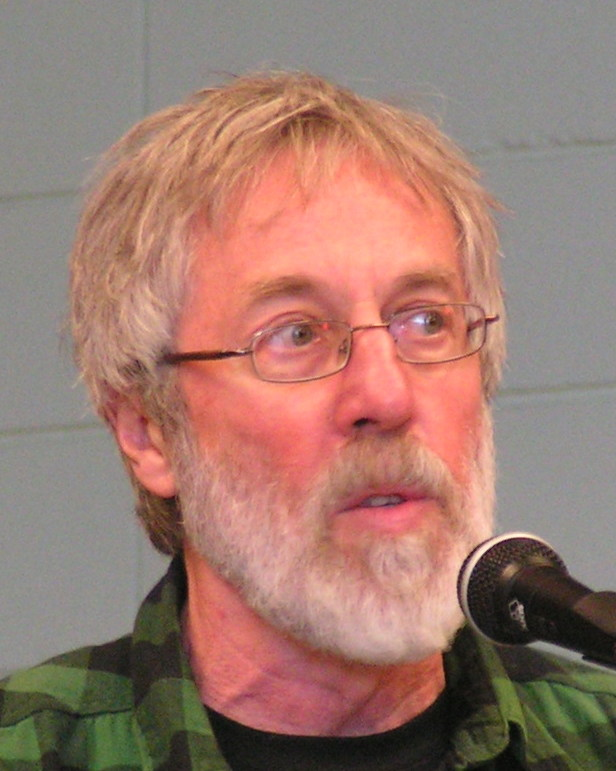
ジョン・ザーザンは、無政府原始主義の主要な理論家である

現代の無政府原始主義は、主にジョン・ザーザンによって推し進められてきた。彼の著作は、社会生態学とディープエコロジーに関するグリーン・アナキストの理論が関心を集め始めたころに公表された。ザーザンの著作で概説されている原始主義は、ディープエコロジーの流行が下火になったころに初めて人気を博した。
ザーザンは、文明化以前の社会は近代文明よりも本質的に優れており、農耕社会への移行とテクノロジーの普及が人類の疎外と抑圧をもたらしたと主張している。また、文明の下で人間と動物は家畜化され、主体性を失い、資本主義による支配を受けるようになったとも主張している。さらに、言語・数学・芸術が「本物の現実」を抽象化された現実に置き換えたことによって疎外が引き起こされたとも述べている。このような問題への対抗策として、ザーザンは自然状態への回帰を提案しており、私的所有権・暴力の独占・分業を廃止することによって、社会的平等と個人の自律性を高めることができると述べている。
原始主義者・環境主義者のポール・シェパードもまた、家畜化を批判した。彼は、家畜化は動物の生命を軽んじており、人間の生命を労働力と所有物に還元していると考えた。他の原始主義者たちは、疎外の起源についてザーザンとは異なる結論を導き出しており、ジョン・フィリス（John Fillis）はテクノロジーを、リチャード・ハインバーグは中毒心理学を挙げている。

### 採用と実践
原始主義者の思想は、エコテロリストのセオドア・カジンスキー（ユナボマー）が取り入れていたが、より平和主義的な無政府原始主義者は、その暴力的な手段を繰り返し批判しており、その代わりに彼らは非暴力的な形態の直接行動を提唱している。原始主義的概念はディープエコロジーの哲学にも根付いており、「Earth First!」などのグループの直接行動を触発させている。急進的環境保護団体の「地球解放戦線（ELF）」は、無政府原始主義の思想とその再野生化の要請に直接的な影響を受けている。

## 批判
無政府原始主義に対する批判で最も多いものは「偽善である」というものである。つまり、文明に否定的であるにもかかわらず、彼ら自身は文明的な生活様式を維持しており、主張を広めるために工業技術の産物（テクノロジー）を利用していることが多いというものである。無政府原始主義者の作家であるデリック・ジェンセンは、この批判は単なる人身攻撃であり、思想の正当性に向けられたものではないと反論している。さらに、このような偽善を避けようとすることは、効果がない上に利己的であり、活動家のエネルギーを都合よく誤った方向へ導こうとするものであると述べている。ジョン・ザーザンは、この偽善との共存は、より大きな知的対話に貢献し続けるための必要悪であると認めている。
ポスト左翼（post-leftist）の Wolfi Landstreicher と Jason McQuinn は、無政府原始主義やディープエコロジーに見られる原始社会の過度な美化、および疑似科学的な（さらには神秘主義的な）自然に訴える論証を批判している。
セオドア・カジンスキーもまた、ある種の無政府原始主義者は、原始社会の労働時間の短さを誇張していると主張しており、彼らが検証しているのは食料採取のプロセスだけで、食料の加工・火起こし・育児などは検証しておらず、実際には週40時間以上の労働が必要になると論じている。

## 関連文献
- Filiss, John (2002年). “What is Primitivism?”. Primitivism. 2019年7月30日時点のオリジナルよりアーカイブ。2024年3月15日閲覧。
- Sheppard, Brian Oliver (2008). Anarchism vs Primitivism. London: Active Distribution. OCLC 1291401071
- Questioning Technology. New Society Publishers. (1991). ISBN 0-86571-205-0
- Zerzan, John (1994). Future Primitive and Other Essays. Autonomedia. ISBN 1-57027-000-7
- Zerzan, John (1999). Elements of Refusal (Revised ed.). Columbia Alternative Library Press. ISBN 1-890532-01-0
- Zerzan, John (2001年). “Language: Origin and Meaning”. Primitivism. 2019年9月13日時点のオリジナルよりアーカイブ。2024年3月15日閲覧。
- Zerzan, John (2002). Running on Emptiness: The Pathology of Civilization. Los Angeles: Feral House
- Zerzan, John, ed (2005). Against Civilization. Los Angeles: Feral House
- Zerzan, John (2008). Twilight of the Machines. Los Angeles: Feral House. ISBN 978-1-932595-31-4